# Popolarissima
Die Popolarissima oder La Popolarissima ist ein Straßenradrennen für Männer in Italien.
Das Eintagesrennen wurde erstmals im Jahr 1919 ausgetragen, seit 2017 gehört es zur UCI Europe Tour und ist in die UCI-Kategorie 1.2 eingestuft. Das Rennen wird vom Radsportverein U.C. Trevigiani organisiert und führt auf einem Stadtkurs, der mehrfach absolviert werden muss, durch die italienische Stadt Treviso im Norden von Italien.

## Sieger (ab 2017)
| Jahr | Sieger              | Zweiter               | Dritter               |          |
| ---- | ------------------- | --------------------- | --------------------- | -------- |
| 2017 | Filippo Calderaro   | Damiano Cima          | Leonardo Bonifazio    |          |
| 2018 | Giovanni Lonardi    | Filippo Fortin        | Nicolas Dalla Valle   |          |
| 2019 | Nicola Venchiarutti | Cristian Rocchetta    | Samuele Zambelli      |          |
| 2020 | abgesagt            | abgesagt              | abgesagt              | abgesagt |
| 2021 | abgesagt            | abgesagt              | abgesagt              | abgesagt |
| 2022 | Nicolas David Gómez | Francesco della Lunga | Matteo Baseggio       |          |
| 2023 | Davide Persico      | Francesco della Lunga | Giosuè Epis           |          |
| 2024 | Daniel Skerl        | Simone Buda           | Carlos Alfonso García |          |
| 2025 | Iwan Smirnow        | Matteo Baseggio       | Lew Gonow             |          |